# 10865 Thelmaruby
10865 Thelmaruby eller 1995 SO33 är en asteroid i huvudbältet som upptäcktes den 21 september 1995 av Spacewatch vid Kitt Peak-observatoriet. Den är uppkallad efter den brittiska skådespelerskan Thelma Ruby.
Asteroiden har en diameter på ungefär 12 kilometer och den tillhör asteroidgruppen Themis.